# クレオメネス2世
クレオメネス2世（古希: ΚλεομένηςΒ'、古代ギリシア語ラテン翻字: Cleomenes II、? - 紀元前309年、在位：紀元前369年 - 紀元前309年）は、アギス朝のスパルタ王である。

## 略歴・人物
クレオメネス2世はクレオンブロトス1世の子であり、先王アゲシポリス2世の弟である。兄アゲシポリスの死によってクレオメネスは若くして王位についた。クレオメネスの治世は60年君臨し、彼の在位期間は兄の3年という治世に対して非常に長かったが、クレオメネス自身は特に何らかの功績を残したわけではなかった。
クレオメネスが即位する前の紀元前371年のレウクトラの戦いでの敗北でスパルタはギリシアの覇権を手放し、以降のクレオメネスの治世を通してスパルタは下降線を辿った。さらに、紀元前4世紀中頃から北方のマケドニア王国がピリッポス2世の許でギリシアに勢力を伸ばし、それに対してギリシア諸国は（一枚岩とは言えないまでも）ある程度抵抗していた。しかし、スパルタは曲がりなりにもギリシアの強国であるにもかかわらずそれに加わらず、それは後のマケドニアの覇権確立に利することとなった。
紀元前331年、アレクサンドロス3世の東征による王の不在を突いてクレオメネスと共に王位にいたエウリュポン朝の王アギス3世がマケドニアに対して反乱を起こしたが、マケドニアの将軍アンティパトロスにメガロポリスの戦いで敗れ、鎮圧された。
クレオメネス2世にはアクロタトス、クレオニュモスという2人の息子がいたが、アクロタトスは父より先に死んでいた。クレオニュモスと争った結果、次の王位はアクロタトスの子アレウス1世が継いだ。

## 註
1. ↑  パウサニアス, I, 13, 4
2. ↑  ibid, I, 13, 5; III, 6, 2
3. ↑  ディオドロス, XX. 29
4. ↑  プルタルコス, 「アギス」, 3